# Oeax subaequalis
Oeax subaequalis là một loài bọ cánh cứng trong họ Cerambycidae.